# Крест Фридриха Августа
Крест Фридриха Августа (нем. Friedrich-August-Kreuz) — военная награда времён Первой мировой войны. Крест был учреждён 24 сентября 1914 года великим герцогом Ольденбургским Фридрихом Августом II для награждения «всех лиц военных или гражданских, которые продемонстрировали выдающиеся заслуги во время войны».

## Описание
Крест имел 2 класса:
- Крест Фридриха Августа 2-го класса (Friedrich-August-Kreuz II. Klasse)
- Крест Фридриха Августа 1-го класса (Friedrich-August-Kreuz I. Klasse)

Знак ордена — чёрный железный крест, в центре которого находится медальон с инициалами F A (Friedrich August), окружённый лавровым венком. На верхнем конце креста — изображение короны Великого герцогства Ольденбург, на нижнем — дата «1914». Обратная сторона креста была гладкая.
Крест 1-го класса носился на левой стороне груди, крест 2-го класса на ленте на левой стороне груди.
Для награждения военных использовалась лента ордена Заслуг — синяя в двумя красными полосками по краям, для награждения гражданских лиц — лента обратных цветов — красная с двумя синими полосками по краям.